# Mille stelle
Mille stelle è un singolo della cantante italiana Nada e del compositore Andrea Farri, pubblicato nel 2022 ed inserito nella colonna sonora della serie televisiva Noi.